# 胡旭晟
胡旭晟（1963年12月—），湖南安化人。男，汉族，中华人民共和国政治人物。1987年7月参加工作，1999年3月加入中国致公党。中国人民大学法律系本科、硕士、博士毕业。

## 生平
1980年9月，在中国人民大学法律系学习。1984年7月，在中国人民大学法律系读硕士研究生。1987年7月，任湘潭大学法律系助教、讲师、副教授（其间：1994年9月至1997年7月，在中国人民大学法学院研究生学习，获法学博士学位）。1997年7月，任湘潭大学法学院副院长（至2001年2月）。2000年4月，任致公党湘潭市委主委（至2001年9月）。2001年2月，兼任湖南省社会主义学院副院长（至2008年5月）。2001年9月，任致公党长沙市委主委（至2010年1月）。2002年7月，任致公党湖南省委副主委（至2012年5月）。2003年1月，兼任长沙市人大常委会副主任（至2010年1月）。2008年5月，兼任湖南省社会主义学院院长（至2013年8月）（其间：2009年3月至9月，挂职任最高人民检察院政策研究室副主任）。2012年5月，任致公党湖南省委主委（其间：2011年7月至2012年7月，挂职任甘肃省庆阳市副市长）。2013年8月，任致公党湖南省委主委、湖南省监察厅副厅长。2017年1月，当选湖南省政协副主席。2023年1月，转任湖南省人大常委会副主任。
2008年，当选第十一届全国政协委员，代表中国致公党，分入第十一组。2018年1月，当选第十三届全国政协委员。